# Phasma százados
Phasma százados a Csillagok háborúja harmadik trilógiájának egyik fontosabb szereplője. Az Első Rend (First Order) magas rangú női vezetője, Snoke legfőbb vezér, Kylo Ren és Hux tábornok után/mellett a legmagasabb rangú katona. Eltökélt, ambiciózus és rideg egyéniség, aki rajta tartja a szemét a katonáin, és maga is részt vesz a harctéren dúló csatákban. Jelen volt a Jakkui falu lakosainak lemészárlásánál, majd segédkezett a Lázadók felkutatásában. A Starkiller bázison a renegát Finn, Han Solo és Csubakka Rey kiszabadítása közben túszul ejtik és lehajítják a szemétledobón, de sikerül kijutnia és elmenekülnie a bázis pusztulása előtt. A nyolcadik részben ismét megjelenik, hogy összecsapjon Finnel.
Különleges ismertetőjegyei az Első Rend katonáiéhoz hasonlító, de sokkal elegánsabb, fehér helyett krómozott páncélzat, a hozzá tartozó vörös köpönyeg és az elegánsan tartott sugárvető.
A filmben  Gwendoline Christie színésznő alakítja (bár az arcát sosem látjuk a maszk mögött).